# Гидарн
Гидарн (Гідарн) або Відарна (кінець VI ст. до н.е. — початок V ст. до н.е.) — державний та військовий діяч Перської імперії Ахеменідів.

## Життєпис
Походив зі знатної перської родини. Висловлюються припущенням, що міг був родичем Дарія, сина Віштаспи. Син Багабігни. Про молоді роки нічого невідомо.
У 522 році до н.е. разом з іншим знатними персами організував змову проти царя Бардії, якого було вбито. Новим царем було обрано Дарія, сина Віштаспи.
Надалі брав участь у  військових діях проти бунтівних народів півночі Перської імперії. 521 року до н.е. відзначився у битві біля Маруша проти Фраорта, що захопив владу в Мідії. після цього деякий час був сатрапом в Мідії, де зміцнив владу перського царя. 
Ймовірно призначено сатрапом Західної Вірменії (з правом передати в спадок цю посаду). Тому вірменські історики вважають його царем під ім'ям Гідарн I. Внаслідок цього розглядається засновником Першої династії Оронтидів, що правила Вірменією. Але час цього призначення достеменно невідомий. Є згадка про призначення у 499 році до н.е. страпом Гідарна, але можливо це стосується його сина Гідарна II. 
Дата смерті Гідарна Старшого невідома. Втім він залишався впливовим увесь час володарювання Дарія I.

## Родина
- Сісамн, сатрап, очільник військ аріїв
- Гідарн (у вірмен як Гідарн II), сатрап вірменії, потім очільник «безсмертних».Його сином або онуком був сатрап Тіссаферн